# Martin Åslund
John Allan Martin Åslund (Stoccolma, 10 novembre 1976) è un ex calciatore svedese, di ruolo centrocampista.

## Biografia
Martin Åslund è figlio dell'ex nazionale svedese Sanny Åslund.

## Caratteristiche tecniche
Giocava come esterno destro di centrocampo.

## Carriera

### Club
Dopo aver iniziato a giocare a calcio nell'AIK, nel 1994 si laurea campione di Svezia a livello giovanile con la formazione Under-18 del Djurgården, club con cui debutta anche in Allsvenskan con la prima squadra.
Per due stagioni, tra il 1997 e il 1998, milita nell'IFK Norrköping, sempre in Allsvenskan.
Prima dell'inizio della stagione 1999 torna a far parte dell'AIK, club in cui il padre Sanny Åslund aveva avuto parentesi sia da giocatore che da allenatore. Qui Martin gioca per sei stagioni, disputando anche la fase a gironi della UEFA Champions League 1999-2000.
A seguito della retrocessione dell'AIK avvenuta al termine dell'Allsvenskan 2004, nel gennaio 2005 si unisce alla Salernitana, che all'epoca militava in Serie B ma che nell'estate seguente è stata esclusa dai campionati professionistici per problemi economici.
Dopo due stagioni e mezzo trascorse in Danimarca al Viborg, chiude la carriera in patria all'Assyriska.

### Nazionale
Il 14 ottobre 1998, esordisce nella nazionale svedese in una partita di qualificazione agli Europei contro la Bulgaria.